# Antignano
Antignano (piemontiul: Antignan) település Olaszországban, Piemont régióban, Asti megyében. Lakosainak száma 940 fő (2023. január 1.). Antignano Costigliole d’Asti, Revigliasco d’Asti, San Martino Alfieri, Celle Enomondo, Isola d’Asti és San Damiano d’Asti községekkel határos.

## Népesség
A település népessége az elmúlt években az alábbi módon változott:
| Lakosok száma | 954  | 971  | 940  |
|               | 2017 | 2018 | 2023 |